# Jak się pozbyć cellulitu
Jak się pozbyć cellulitu – polski film komediowy z 2011 roku w reżyserii Andrzeja Saramonowicza. Premiera filmu miała miejsce 4 lutego 2011 roku.

## Fabuła
Film opowiada o kobiecej przyjaźni wystawionej na próbę. Dwie przyjaciółki – Ewa i Maja – poznają w ekskluzywnym spa piękną masażystkę Kornelię, która wciąga je w wir szalonych przygód. W trakcie tych przeżyć dziewczyny połączyła głęboka przyjaźń, której fundamentem jest prosta prawda życiowa: natrętny facet bywa gorszy od cellulitu i jeszcze trudniej się go pozbyć.

## Obsada
- Magdalena Boczarska – Kornelia Matejko
- Dominika Kluźniak – Ewa Silberberg
- Maja Hirsch – Maja Minorska
- Tomasz Kot – Maciej Zgirski
- Cezary Kosiński – Jerry
- Wojciech Mecwaldowski – Krystian Parzyszek
- Rafał Rutkowski – Jakub Silberberg
- Michał Figurski – taksówkarz
- Elżbieta Romanowska – żona Krystiana Parzyszka
- Grzegorz Małecki – komisarz Sylwester Filc
- Aleksandra Bednarz – mama na placu zabaw
- Ewa Konstancja Bułhak – baniowa w spa